# Gene Pitney
Gene Francis Alan Pitney (Hartford, Connecticut, 17 de febrero de 1940-Cardiff, Gales, 5 de abril de 2006) fue un cantante, compositor, músico e ingeniero de sonido estadounidense.

## Años tempranos y carrera
Nació en Hartford, Connecticut, y creció en Rockville (ahora parte de Vernon, Connecticut). Fue el tercero de los cinco hijos de Harold F. Pitney y Anna A. Orlowsky. 
Sus primeras influencias fueron Clyde McPhatter, cantante de género country-blues como "Moon Mullican" y grupos doo-wop como Los Cuervos. Asistió a Rockville High School, en la que fue nombrado "El Cohete Rockville", y donde formó su primera banda, Gene y los Genials. Hizo registros como parte de un dúo llamado Jamie y Jane con Ginny Arnell (que a finales de 1963 tenía un solo hit, "Head Dumb"), y en 1959 grabó un sencillo como Billy Bryan.
A lo largo de su carrera, también cantó en dúo con otros cantantes aparte de Ginny Arnell como George Jones, Melba Montgomery o Marc Almond entre otros. A través de la década de 1960, disfrutó de éxito en ambos lados del Atlántico y formó parte del grupo de artistas estadounidenses que continuaron disfrutando de éxitos después de la invasión británica. El 26 de febrero de 1993, actuó en el Carnegie Hall de Nueva York en el día en que ocurrió el primer atentado del World Trade Center.
En 2000 volvió a grabar "Half Heaven, Half Heartache" como un dueto con Jane Olivor en su álbum de regreso Love Decides. El 18 de marzo de 2002 fue incluido en el Salón de la Fama del Rock.

## Muerte
Murió a los 66 años. Su mánager del tour lo encontró muerto en el Hotel Hilton, en Cardiff, Gales, en medio de una gira por Reino Unido. Su último concierto fue en el Salón St. David. La autopsia confirmó que tenía una enfermedad cardíaca, causada por la arteriosclerosis. Dejó una esposa, Lynne Gayton, y tres hijos, Todd, Chris y Maverick. Fue enterrado en el cementerio de Somers Center en Somers, Connecticut.

## Sencillos
- 1959: Jamie & Jane (Gene Pitney & Ginny Arnell): "Snuggle Up Baby"
- 1959: Jamie & Jane (Gene Pitney & Ginny Arnell): "Classical Rock And Roll"
- Enero de 1961: "(I Wanna) Love My Life Away"
- Abril de 1961: "Lousiana Mama"
- Julio de 1961: "Every Breath I Take"
- Octubre de 1961: "Town Without Pity"
- Abril de 1962: "(The Man Who Shot) Liberty Valance"
- Agosto de 1962: "Only Love Can Break a Heart"
- Agosto de 1962: "If I Didn’t Have A Dime (To Play The Jukebox)"
- Octubre de 1962: "Half Heaven, Half Heartache"
- Marzo de 1963: "Mecca"
- Marzo de 1963: "Teardrop By Teardrop"
- Junio de 1963: "True Love Never Runs Smooth"
- Octubre de 1963: "24 Hours From Tulsa"
- Enero de 1964: "That Girl Belongs To Yesterday"
- Enero de 1964: "Who Needs It"
- Abril de 1964: "Yesterday´s Hero"
- Abril de 1964: "Cornflower Blue"
- Julio de 1964: "It Hurts To Be In Love"
- Julio de 1964: "Lipps Are Redder On You"
- Octubre de 1964: "I’m Gonna Be Strong"
- 1965: "Amici Miei"
- Febrero de 1965: "I Must Be Seeing Things"
- Febrero de 1965: "Marianne"
- Abril de 1965: George & Gene (George Jones & Gene Pitney): "I've Got Five Dollars And It's Saturday Night"
- Mayo de 1965: "Last Chance To Turn Around"
- Junio de 1965: George & Gene (George Jones & Gene Pitney): "Louisiana Man"
- Junio de 1965: George & Gene (George Jones & Gene Pitney): "I'm A Fool To Care"
- Julio de 1965: "Looking Through The Eyes of Love"
- Noviembre de 1965: "Princess In Rags"
- Noviembre de 1965: George & Gene (George Jones & Gene Pitney):"Big Job"
- Enero de 1966: Gene Pitney & Melba Montgomery: "Baby Ain't That Fine"
- Marzo de 1966: Nessuno Mi Può Giudicare
- Abril de 1966: Backstage (I’m Lonely)
- Mayo de 1966: George & Gene (George Jones & Gene Pitney): "That's All It Took"
- Junio de 1966: "Nobody Needs Your Love (More Than I Do)"
- Julio de 1966: Gene Pitney and Melba Montgomery: "Being Together"
- Septiembre de 1967: "(In The) Cold Light Of Day"
- Septiembre de 1967: "The Boss's Daughter"
- Diciembre de 1966: "Just One Smile"
- Diciembre de 1966: "Innamorata"
- 1967: "La Rivoluzione"
- Marzo de 1967: "I'm Gonna Listen to Me"
- Marzo de 1967: "Animal Crackers (In Cellophane Boxes)"
- Abril de 1967: "Tremblin'"
- Septiembre de 1967: "Something's Gotten Hold Of My Heart"
- Marzo de 1968: "The More I Saw of Her"
- Marzo de 1968: "Somewhere In The Country"
- Abril de 1968: "She's A Heartbreaker"
- Octubre de 1968: "Billy, You're My Friend"
- Noviembre de 1968: "Yours Until Tomorrow"
- Marzo de 1969: "Maria Elena"
- Agosto de 1969: "Playing Games of Love"
- Diciembre de 1969: "She Lets Her Hair Down (Early In The Morning)"
- Marzo de 1970: "A Street Called Hope"
- Octubre de 1970: "Shady Lady"
- 1971: "Higher And Higher"
- 1971: "Gene Are You There?"
- 1972: "I Just Can't Help Myself"
- 1972: "Summertime Dreamin'"
- 1973: "24 Sycamore"
- Octubre de 1974: "Blue Angel"
- Marzo de 1975: "Trans-Canada Highway"
- 1977: "It's Over, It's Over"
- 1977: "Dedication"
- 1989: "Something's Gotten Hold Of My Heart" (con Marc Almond)